# Талансьё
Талансьё (фр. и окс. Talencieux) — коммуна во Франции, находится в регионе Рона — Альпы. Департамент коммуны — Ардеш. Входит в состав кантона Южный Анноне. Округ коммуны — Турнон-сюр-Рон.
Код INSEE коммуны — 07317.
Коммуна расположена приблизительно в 440 км к юго-востоку от Парижа, в 60 км южнее Лиона, в 65 км к северу от Прива.

## Население
Население коммуны на 2008 год составляло 922 человека.
| 1962 | 1968 | 1975 | 1982 | 1990 | 1999 | 2008 |
| ---- | ---- | ---- | ---- | ---- | ---- | ---- |
| 336  | 315  | 368  | 497  | 642  | 772  | 922  |

## Экономика

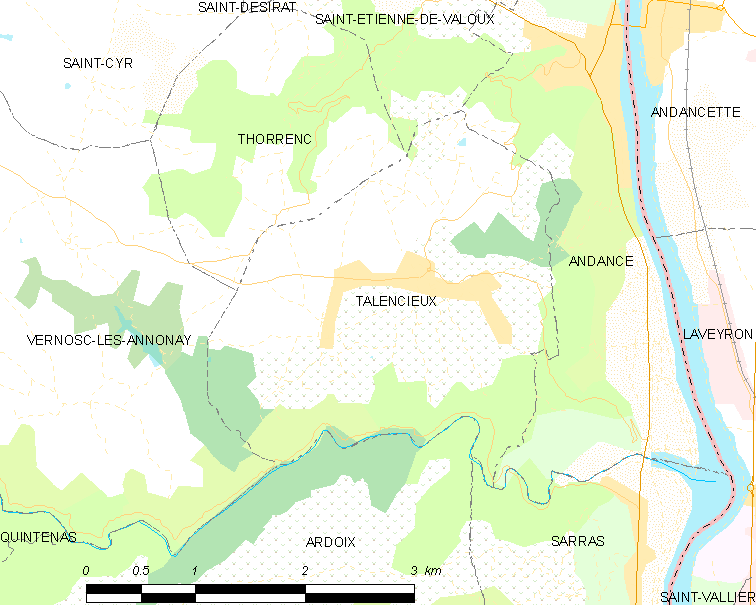
Карта коммуны

В 2007 году среди 597 человек в трудоспособном возрасте (15—64 лет) 475 были экономически активными, 122 — неактивными (показатель активности — 79,6 %, в 1999 году было 77,0 %). Из 475 активных работали 452 человека (250 мужчин и 202 женщины), безработных было 23 (8 мужчин и 15 женщин). Среди 122 неактивных 42 человека были учениками или студентами, 48 — пенсионерами, 32 были неактивными по другим причинам.